# 普萨拉·文卡塔·辛杜
普萨拉·文卡塔·辛度（Pusarla Venkata Sindhu，1995年7月5日—），印度著名羽毛球女子單打運動員。她曾赢得2012年亚青賽女單冠军，是印度有史以来第一位夺得亚青赛的选手。2019年她在世錦賽奪得女子單打冠軍，取得世界冠軍頭銜，創下印度羽球運動員的最好成績。
普萨拉·文卡塔·辛度是2016年夏季奧林匹克運動會羽毛球比賽的女单亚军，也是90年代当今最强的南亚女单第一人。她首次夺得亞洲羽毛球錦標賽季军（2014年），成为南亚新一代的90后霸主。她在世界羽毛球錦標賽取得了2个季军（2013年、2014年）和2个亚军（2017年、2018年）和1個冠軍（2019年），是女子單打世錦賽獎牌數的最高記錄保持者。她也是印度歷史上唯一的世錦賽金牌獲得者。並且她曾受颁莲花士勋章。
此外，她也是國家队的主力成員，曾助印度队二次赢得優霸盃季軍（2014年和2016年）和2014年亞洲運動會羽毛球女子團體比賽季軍（2014年）等。2018年，她在2018年英聯邦運動會羽毛球比赛拿得團體赛冠軍，助印度队首次夺得冠军的主力成员。
2021年8月1日，參加2020東京夏季奧林匹克運動會羽毛球比賽，奪得女單銅牌，連續兩屆奧運奪牌。

## 簡歷

### 早年及出道
辛度的父母都是排球運動員，父親普萨拉·文卡塔·拉瑪納（PV Ramana）更是前印度國家排球隊成員，曾代表印度在1986年亞運會贏得銅牌；然而，她對排球運動興趣不大，卻一直鍾情於羽毛球。

### 2009年：初戰國際賽
年僅14歲的辛度於2009年開始進軍國際賽事，並於世界青年羽毛球錦標賽首度亮相。
10月，她以14歲之齡參加馬來西亞舉行的世界青年羽毛球錦標賽，在首圈輪空的情況下，她順利報到次圈，於次圈對陣泰國「天才少女」拉差諾·因達農，並以0比2（15-21，10-21）不敵對手，止步次圈。

### 2010年：初戰黃金大獎賽，全國青年賽奪冠
全國青年賽(U-19)女單冠軍，並首度參加印度羽毛球黃金大獎賽，打進四強。
5月，她以15歲之齡代表印度羽毛球國家隊參加優霸盃，成為隊內最年輕的成員；年內，她還以不失一局的成績，贏得全國青年賽(U-19)女單冠軍，因此被國內傳媒視為塞娜·内维尔的接班人。
12月，辛度首次出戰黃金大獎賽賽事，她以6號種子出戰在其國家舉辦的印度羽毛球黃金大獎賽，於準決賽以1比2（21-17，17-21，15-21）不敵來自印尼的法蘭西絲卡·拉特納薩里，止步準決賽，當時已創下其生涯的黃金大獎賽的最佳紀錄。

### 2011年：國際挑戰賽奪冠
首次奪得國際賽/國際挑戰賽級別的冠軍，並於荷蘭羽毛球大獎賽奪得亞軍。
10月，辛度出戰荷蘭羽毛球大獎賽，於準決賽以2比1（21-14，15-21，21-13）擊敗首號種子、泰國的蓬迪·布拉那巴硕，打進女單決賽。於決賽以0比2（16-21、17-21）負於荷蘭老將姚洁，屈居亞軍。其後在瑞士羽毛球國際賽及印度羽毛球國際挑戰賽奪下冠軍。

### 2012年：戰勝奧運冠軍，黃金大獎賽奪佳績
打進馬來西亞黃金大獎賽、中國大師賽女單四強，奪得印度黃金大獎賽亞軍。於中國大師賽更擊敗奧運冠軍李雪芮。
5月，辛度以首號种子出戰馬來西亞羽毛球黃金大獎賽，於準決賽以0比2（19-21，12-21）不敵日本的高橋沙也加，止步準決賽。
9月，她出戰中國羽毛球大師賽，於首圈以2比0輕取美國的杰米·苏班迪，第二圈以2比1（10-21，21-7，21-19）苦戰三局擊敗泰國的蓬迪·布拉那巴硕，其後於八強以2比1（21-19，9-21，21-16）擊敗倫敦奧運會金牌、中國的李雪芮，其後於四強以1比2（10-21，21-14，19-21）不敵同樣來自中國的蔣燕皎，止步準決賽。雖然無法打進決賽奪得冠軍，但她在此次比賽的表現已值得讚許，於八強擊敗李雪芮後，其表現震驚中國羽壇，而李雪芮當時的教練張寧更表示中國羽壇要開始提防辛度。
12月，辛度以2號種子出戰印度羽毛球黃金大獎賽，於準決賽以2比0（21-12，21-14）淘汰泰國的沙西丽·德拉达那猜。於決賽以1比2（15-21、21-18、18-21）不敵7號種子、印尼的琳达·韦尼·法内特里，屈居亞軍，當時已創下個人在印度黃金大獎賽的最佳紀錄。

### 2013年：首奪黃金大獎賽冠軍、世錦賽晉四強
奪得馬來西亞羽毛球黃金大獎賽、澳門羽毛球黃金大獎賽冠軍，更以黑馬姿態奪世錦賽銅牌。
4月，辛度以首號種子出戰馬來西亞羽毛球黃金大獎賽，準決賽以2比0（21-17，21-11）輕取泰國的沙西丽·德拉达那猜。其後於決賽以2比1（21-17，17-21，21-19）苦戰三局擊敗新加坡的顧娟，奪得個人首個黃金大獎賽冠軍。
8月，辛度參加中國廣州舉行的世界羽毛球錦標賽，並以10號種子身分出戰女子單打項目，故在首圈輪空。她先在次圈以2比1（21-19，19-21，21-17）苦戰三局擊敗日本的今別府香里，其後在第三圈爆冷以2比0（21-18、23-21）擊敗2號種子、衛冕冠軍王仪涵；接著又在半準決賽以2比0（21-18、21-17）淘汰另一名中國選手、7號種子的王適嫻，連續擊敗「雙王」，表現一鳴驚人。可是，她在準決賽對陣4號種子、泰國的拉差诺·因达农時，卻受對手打法克制，最終更以0比2（10-21、13-21）直落兩盤落敗，僅得季軍，但已成為印度羽毛球史上首位於世錦賽奪得獎牌的女子單打球員。
11月，辛度參加澳門羽毛球黃金大獎賽，她一路過關斬將，先後擊敗金秀珍、莎拉姬·波萨娜、陳祉嘉及秦金晶而進入決賽。其後於決賽以2比0（21-15，21-12）輕取加拿大的李文珊，奪下個人第二座黃金大獎賽冠軍。

### 2014年：第二度世錦賽晉四強 再奪澳門羽毛球黃金大獎賽冠軍
2014年8月，辛度參加丹麥哥本哈根舉行的世界羽毛球錦標賽，以11號種子身分出戰女子單打項目 ，故在首圈輪空。她先在次圈以2比0輕取俄羅斯的奥尔佳·戈洛瓦诺娃晉級；在第三圈又以2比1反勝6號種子、南韓的裴延姝。她在半準決賽面對2號種子、中國的王适娴，在力戰下以2比1（19-21、21-19、21-15）逆转，连续两届將對手淘汰出局。可是，她在準決賽对阵9號種子、西班牙的卡罗列娜·马琳時，卻以0比2（17-21、15-21）直落兩盤落敗，再次四強止步，僅得季軍。

### 2015年：世錦賽晉八強
2015年8月，辛度參加印尼雅加達舉行的世界羽毛球錦標賽，以11號種子身分出戰女子單打項目，故在首圈輪空。她先在次圈以2比1反勝丹麥的萊恩·杰克斯菲德；第三圈又以2比1（21-17、14-21、21-17）擊敗3號種子、中國的李雪芮晉級；但至半準決賽面對賽會8號種子、南韓的成池鉉，力戰下以1比2（17-21、21-19、19-21）不敵對手，8強止步。

### 2016年：奥运会摘银
2016年8月，辛度代表印度出戰巴西里約熱內盧舉行的奥林匹克运动会羽毛球比賽女子單打項目，在小組賽階段先後擊敗加拿大的李文珊和匈牙利的劳拉·萨罗西，順利晉級淘汰賽。首輪，普萨拉·文卡塔·辛度面对赛会8號種子、台灣的戴資穎，以2比0（21-13、21-15）战胜对手。半準決賽，普萨拉·文卡塔·辛度面對赛会2号种子、中国的王仪涵，她以2比0（22-20、21-19），力克对手。準決賽，普萨拉·文卡塔·辛度面對赛会6号种子、日本的奥原希望，以2比0（21-19、21-10），完胜对手。決賽中，面對赛会1号种子、西班牙的卡罗列娜·马琳。最终，经历3局的激战，辛杜无法沿着第一局的优势，受到对手的压迫，以1比2（21-19、12-21、15-21）遭到逆转，同时为印度里约奥运夺得的第2面奖牌。回国后，辛度的表现受到肯定。

### 2017年：世錦賽奪亞軍
2017年8月，辛度參加蘇格蘭格拉斯哥舉行的世界羽毛球錦標賽，以4號種子身分出戰女子單打項目，故在首圈輪空；她先在次圈以2比0擊敗韓國的金效旻；在第三圈又以2比1反勝13號種子、香港的張雁宜晉級；她在半準決賽面對5號種子、中國的孙瑜，以2比0（21-14、21-9）勝出，再次打進四強。其後，她在準決賽对阵另一名中國選手陈雨菲，以2比0（21-13、21-10）輕鬆勝出，晉級決賽。
在決賽中，辛度對陣7號種子、日本的奧原希望。辛度在第一局通过积极杀球，以11-5进入局间暂停，但她在暂停後頻頻失誤，最終以19-21先失一局。第二局雙方戰況緊湊，戰至21-20時，二人打出一个73拍的多拍相持，最终辛杜拿下这分以22-20获胜，扳成平手。决胜局，雙方争夺进入白热化，輪流得分，但辛度力戰下以20-22落敗，屈居亞軍。

### 2018年：世錦賽奪亞軍
2018年8月，辛度參加中国江苏省南京市舉行的世界羽毛球錦標賽，以3號種子身分出戰女子單打項目，故在首圈輪空；先在次圈以2比0（21-14、21-9）横扫印尼的菲特里亞尼；在第三圈直落两局以2比0（21-10、21-18）轻取赛会9号种子、韩国一姐的成池鉉晉級；她在半準決賽迎战卫冕冠军的奧原希望，陷入激战以2比0（21-17、21-19）力克对手。其後，她在準決賽对阵世界第一的山口茜，同样激战以2比0（21-16、24-22）拿下胜利。在决赛中，面对二届冠军霸主、欧洲球后的卡羅列娜·馬琳，在首局未能拿下后，次局处于被动只能以0比2（19-21、10-21）不敌对手，连续两届赢得亚军。

### 2019年：世錦賽奪冠
2019年初，金志炫擔任辛度的教練。在她的指導下，2019年8月，辛杜參加在瑞士巴塞爾舉行的世界羽球錦標賽，獲得金牌，辛度成為印度第一位成為世界冠軍的羽毛球運動員。

### 2021年：奧運奪銅
2021年8月1日，參加東京奧運羽毛球比賽女子單打項目，辛度再次闖進四強，在四強以0-2（18-21、12-21）不敵台灣選手戴資穎，銅牌戰面對中國選手何冰嬌以2比0（21-13、21-15）戰勝對手奪得個人奧運第2面獎牌，連續兩屆奧運奪牌。

### 2024年：奧運會失利，止步十六強
辛度於巴黎奧運羽毛球比賽女子單打項目在十六強以0-2（19-21、14-21）不敵中國選手何冰嬌，未能連續三屆奧運奪牌。

## 主要比賽成績
只列出曾進入準決賽的國際賽事成績：
| 年份   | 賽事                     | 公開賽級別 | 項目     | 成績   |
| ------ | ------------------------ | ---------- | -------- | ------ |
| 2010年 | 印度羽毛球大獎賽         | 大獎賽     | 女子單打 | 準決賽 |
| 2011年 | 荷蘭羽毛球大獎賽         | 大獎賽     | 女子單打 | 亞軍   |
| 2011年 | 瑞士羽毛球國際賽         | 國際挑戰賽 | 女子單打 | 冠軍   |
| 2011年 | 印度羽毛球國際挑戰賽     | 國際挑戰賽 | 女子單打 | 冠軍   |
| 2012年 | 馬來西亞羽毛球黃金大獎賽 | 黃金大獎賽 | 女子單打 | 準決賽 |
| 2012年 | 中國羽毛球大師賽         | 超級賽     | 女子單打 | 準決賽 |
| 2012年 | 印度羽毛球黃金大獎賽     | 黃金大獎賽 | 女子單打 | 亞軍   |
| 2013年 | 印度羽毛球超級賽         | 超級賽     | 女子單打 | 準決賽 |
| 2013年 | 馬來西亞羽毛球黃金大獎賽 | 黃金大獎賽 | 女子單打 | 冠軍   |
| 2013年 | 世界羽毛球錦標賽         | 其他       | 女子單打 | 銅牌   |
| 2013年 | 澳門羽毛球黃金大獎賽     | 黃金大獎賽 | 女子單打 | 冠軍   |
| 2014年 | 印度羽毛球黃金大獎賽     | 黃金大獎賽 | 女子單打 | 亞軍   |
| 2014年 | 瑞士羽毛球黃金大獎賽     | 黃金大獎賽 | 女子單打 | 準決賽 |
| 2014年 | 亞洲羽毛球錦標賽         | 其他       | 女子單打 | 銅牌   |
| 2014年 | 優霸盃                   | 其他       | 女子團體 | 銅牌   |
| 2014年 | 英聯邦運動會羽毛球比賽   | 其他       | 女子單打 | 銅牌   |
| 2014年 | 世界羽毛球錦標賽         | 其他       | 女子單打 | 銅牌   |
| 2014年 | 亞洲運動會羽毛球比賽     | 其他       | 女子團體 | 銅牌   |
| 2014年 | 澳門羽毛球黃金大獎賽     | 黃金大獎賽 | 女子單打 | 冠軍   |
| 2015年 | 馬來西亞羽毛球大師賽     | 黃金大獎賽 | 女子單打 | 準決賽 |
| 2015年 | 印度羽毛球黃金大獎賽     | 黃金大獎賽 | 女子單打 | 準決賽 |
| 2015年 | 丹麥羽毛球首要超級賽     | 首要超級賽 | 女子單打 | 亞軍   |
| 2015年 | 澳門羽毛球黃金大獎賽     | 黃金大獎賽 | 女子單打 | 冠軍   |
| 2015年 | 哥本哈根羽毛球大師賽     | 其他       | 女子單打 | 亞軍   |
| 2016年 | 馬來西亞羽毛球大師賽     | 黃金大獎賽 | 女子單打 | 冠軍   |
| 2016年 | 優霸盃                   | 其他       | 女子團體 | 銅牌   |
| 2016年 | 奧林匹克運動會羽毛球比賽 | 其他       | 女子單打 | 銀牌   |
| 2016年 | 中國羽毛球首要超級賽     | 首要超級賽 | 女子單打 | 冠軍   |
| 2016年 | 香港羽毛球超級賽         | 超級賽     | 女子單打 | 亞軍   |
| 2016年 | 世界羽聯超級系列賽總決賽 | 首要超級賽 | 女子單打 | 準決賽 |
| 2017年 | 印度羽毛球黃金大獎賽     | 黃金大獎賽 | 女子單打 | 冠軍   |
| 2017年 | 印度羽毛球超級賽         | 超級賽     | 女子單打 | 冠軍   |
| 2017年 | 世界羽毛球錦標賽         | 其他       | 女子單打 | 銀牌   |
| 2017年 | 韓國羽毛球超級賽         | 超級賽     | 女子單打 | 冠軍   |
| 2017年 | 法國羽毛球超級賽         | 超級賽     | 女子單打 | 準決賽 |
| 2017年 | 香港羽毛球超級賽         | 超級賽     | 女子單打 | 亞軍   |
| 2017年 | 世界羽聯超級系列賽總決賽 | 首要超級賽 | 女子單打 | 亞軍   |
| 2018年 | 印度羽毛球公開賽         | 超級500賽  | 女子單打 | 亞軍   |
| 2018年 | 全英羽毛球公開賽         | 超級1000賽 | 女子單打 | 準決賽 |
| 2018年 | 英聯邦運動會羽毛球比賽   | 其他       | 混合團體 | 金牌   |
| 2018年 | 英聯邦運動會羽毛球比賽   | 其他       | 女子單打 | 銀牌   |
| 2018年 | 馬來西亞羽球公開賽       | 超級750賽  | 女子單打 | 準決賽 |
| 2018年 | 泰國羽毛球公開賽         | 超級500賽  | 女子單打 | 亞軍   |
| 2018年 | 世界羽毛球錦標賽         | 其他       | 女子單打 | 銀牌   |
| 2018年 | 亞洲運動會羽毛球比賽     | 其他       | 女子單打 | 銀牌   |
| 2018年 | 世界羽聯世界巡迴賽總決賽 | 總決賽     | 女子單打 | 冠軍   |
| 2019年 | 印度羽毛球公開賽         | 超級500賽  | 女子單打 | 準決賽 |
| 2019年 | 新加坡羽毛球公開賽       | 超級500賽  | 女子單打 | 準決賽 |
| 2019年 | 印尼羽毛球公開賽         | 超級1000賽 | 女子單打 | 亞軍   |
| 2019年 | 世界羽毛球錦標賽         | 其他       | 女子單打 | 金牌   |
| 2021年 | 瑞士羽毛球公開賽         | 超級300賽  | 女子單打 | 亞軍   |
| 2021年 | 全英羽毛球公開賽         | 超級1000賽 | 女子單打 | 準決賽 |
| 2021年 | 奧林匹克運動會羽毛球比賽 | 其他       | 女子單打 | 銅牌   |
| 2021年 | 法國羽毛球公開賽         | 超級750賽  | 女子單打 | 準決賽 |
| 2021年 | 印尼羽毛球大師賽         | 超級750賽  | 女子單打 | 準決賽 |
| 2021年 | 印尼羽毛球公開賽         | 超級1000賽 | 女子單打 | 準決賽 |
| 2021年 | 世界羽聯世界巡迴賽總決賽 | 總決賽     | 女子單打 | 亞軍   |
| 2022年 | 印度羽毛球公開賽         | 超級500賽  | 女子單打 | 準決賽 |
| 2022年 | 賽義德·莫迪羽毛球國際賽  | 超級300賽  | 女子單打 | 冠軍   |
| 2022年 | 瑞士羽毛球公開賽         | 超級300賽  | 女子單打 | 冠軍   |
| 2022年 | 韓國羽毛球公開賽         | 超級500賽  | 女子單打 | 準決賽 |
| 2022年 | 亞洲羽毛球錦標賽         | 其他       | 女子單打 | 銅牌   |
| 2022年 | 泰國羽毛球公開賽         | 超級500賽  | 女子單打 | 準決賽 |
| 2022年 | 新加坡羽毛球公開賽       | 超級500賽  | 女子單打 | 冠軍   |
| 2022年 | 英聯邦運動會羽毛球比賽   | 其他       | 混合團體 | 銀牌   |
| 2022年 | 英聯邦運動會羽毛球比賽   | 其他       | 女子單打 | 金牌   |
| 2023年 | 亞洲羽毛球混合團体錦標賽 | 其他       | 混合團體 | 季軍   |
| 2023年 | 西班牙馬德里羽球大師賽   | 超級300賽  | 女子單打 | 亞軍   |
| 2023年 | 馬來西亞羽毛球大師賽     | 超級500賽  | 女子單打 | 準決賽 |
| 2023年 | 加拿大羽毛球公開賽       | 超級500賽  | 女子單打 | 準決賽 |
| 2023年 | 北極羽毛球公開賽         | 超級500賽  | 女子單打 | 準決賽 |
| 2023年 | 丹麥羽毛球公開賽         | 超級750賽  | 女子單打 | 準決賽 |
| 2024年 | 亞洲羽毛球團體錦標賽     | 其他       | 女子團體 | 冠軍   |
| 2024年 | 馬來西亞羽毛球大師賽     | 超級500賽  | 女子單打 | 亞軍   |
| 2024年 | 西德·莫迪羽球國際賽      | 超級300賽  | 女子單打 | 冠軍   |

| 2007-2017年 | 首要超級賽 | 超級賽 | 黃金大獎賽 | 大獎賽 | 國際挑戰賽 | 國際系列賽 | 未來系列賽 | 其他 |

| 2018-2026年 | 總決賽 | 超級1000賽 | 超級750賽 | 超級500賽 | 超級300賽 | 超級100賽 | 國際挑戰賽 | 國際系列賽 | 未來系列賽 | 其他 |

### 世界冠軍頭銜
普萨拉·文卡塔·辛度在羽毛球生涯中共奪得1項羽毛球世界冠軍頭銜。
| 賽事             | 奪冠次數 | 年份               |
| ---------------- | -------- | ------------------ |
| 世界羽毛球錦標賽 | 1        | 2019年（女子單打） |
| 總計             | 1        |                    |

### 奧運會和世錦賽參賽紀錄
|          | 2013 | 2014 | 2015 | 2016 | 2017 | 2018 | 2019 | 2020 | 2021 | 2022  | 2023 | 2024 |
| -------- | ---- | ---- | ---- | ---- | ---- | ---- | ---- | ---- | ---- | ----- | ---- | ---- |
| 女子單打 | 季軍 | 季軍 | 8強  | 銀牌 | 亞軍 | 亞軍 | 冠軍 | 銅牌 | 8強  | 32強1 | 32強 | 16強 |

1賽前退賽

## 主要對賽紀錄
普萨拉·文卡塔·辛度與主要對手的對賽成績如下（只列出對賽五次或以上對手，截至2023年10月21日）：

| 對手                     | 對賽次數 | 對賽結果 | 對賽結果 | 總計 |
| 對手                     | 對賽次數 | 勝       | 負       | 總計 |
| ------------------------ | -------- | -------- | -------- | ---- |
| 白馭珀                   | 6        | 4        | 2        | +2   |
| 戴資穎                   | 24       | 5        | 19       | -14  |
| 金效旻                   | 5        | 4        | 1        | +3   |
| 成池鉉（退役）           | 17       | 9        | 8        | +1   |
| 裴延姝（退役）           | 5        | 1        | 4        | -3   |
| 安洗瑩                   | 6        | 0        | 6        | -6   |
| 卡罗列娜·马琳            | 17       | 6        | 11       | -5   |
| 大堀彩                   | 12       | 12       | 0        | +12  |
| 山口茜                   | 25       | 14       | 11       | +3   |
| 佐藤冴香                 | 5        | 4        | 1        | +3   |
| 奧原希望                 | 19       | 10       | 9        | +1   |
| 高橋沙也加               | 9        | 4        | 5        | -1   |
| 陳雨菲                   | 11       | 6        | 5        | +1   |
| 李雪芮（退役）           | 7        | 4        | 3        | +1   |
| 孙瑜（退役）             | 8        | 4        | 4        | 0    |
| 王仪涵（退役）           | 7        | 3        | 4        | -1   |
| 何冰嬌（退役）           | 19       | 9        | 10       | -1   |
| 王適嫻（退役）           | 10       | 4        | 6        | -2   |
| 李文珊                   | 11       | 9        | 2        | +7   |
| 布桑兰·恩布鲁庞          | 18       | 17       | 1        | +16  |
| 妮查恩·金達蓬            | 7        | 5        | 2        | +3   |
| 蓬迪·布拉那巴硕          | 10       | 6        | 4        | +2   |
| 蓬帕威·磋楚翁            | 9        | 6        | 3        | +3   |
| 拉差诺·依瑟儂            | 13       | 4        | 9        | -5   |
| 張雁宜                   | 6        | 6        | 0        | +6   |
| 格蕾戈麗亞·瑪麗斯卡·東宗 | 12       | 10       | 2        | +8   |
| 琳达·韦尼·法内特里       | 10       | 8        | 2        | +6   |
| 菲特里亞尼               | 5        | 5        | 0        | +5   |
| 玛丽亚·费贝·库苏马斯图蒂 | 5        | 4        | 1        | +3   |
| 米婭·布里西費爾特        | 6        | 5        | 1        | +4   |
| 張蓓雯                   | 9        | 5        | 4        | +1   |
| 內斯里漢·伊吉特          | 5        | 5        | 0        | +5   |

## 外部連結
- 普萨拉·文卡塔·辛杜的Instagram帳戶